# Agrochola bipuncta
Agrochola bipuncta är en fjärilsart som beskrevs av Eugen Wehrli. Agrochola bipuncta ingår i släktet Agrochola och familjen nattflyn. Inga underarter finns listade i Catalogue of Life.